# Кумбре-дель-Лаудо
Ку́мбре-дель-Ла́удо (ісп. Cumbre del Laudo — «судовий пік») — активний вулкан в провінції Катамарка, Аргентина.
Вулкан розташований приблизно за 15 км на північний захід від вулкана Серро-Ель-Кондор та приблизно за 40 км на північний захід від перевалу Пасо-де-Сан-Франсіско. Також вулкан знаходиться на південь від плато Пуна та за 7 км на схід від масиву Сьєрра-Невада-де-Лагунас-Бравас, розташованого на кордоні з Чилі.
Характерною особливістю даного вулкана є величезний кратер діаметром 1,4 км. Через те, що в цьому районі розташовано багато вулканів, важко визначити, звідки відбувалися виверження і таким чином встановити дату останнього виверження даного вулкана.